# Asticta riata
Asticta riata är en fjärilsart som beskrevs av Charles E. Rungs 1952. Asticta riata ingår i släktet Asticta och familjen nattflyn. Inga underarter finns listade i Catalogue of Life.